# Ginewra (imię)
Ginewra – imię żeńskie pochodzenia celtyckiego. Kornwalijską formą tego imienia, używaną także w języku angielskim, jest Jennifer.
Zdrobnieniem tego imienia jest Gwen.

## Osoby o tym imieniu
- Ginevra de Benci – autentyczna postać z  Portretu Ginevry Benci Leonarda da Vinci
- Gwen Stefani – piosenkarka
- Gwyneth Paltrow – aktorka

Postaci fikcyjne: 
- Ginewra – postać z legend arturiańskich, żona legendarnego króla Artura
- Ginny Weasley (właśc. Ginevra Molly Weasley, po mężu Potter) – postać z serii powieści o Harrym Potterze autorstwa J.K. Rowling – przyjaciółka, dziewczyna, a później żona Harry’ego Pottera
- Yennefer z Vengerbergu - postać z serii książek o Wiedźminie autorstwa Andrzeja Sapkowskiego